# Piengeți
Piengeții - neam tracic, situați de  Ptolemeu mai la sud de Vistula, mai jos de anartofracți și burgioni urmează mai departe  arsieții, sabocii, piengeții și biesii, chiar   lângă muntele Carpatos.
După Vasile Pârvan piengeții sunt geții ce au pătruns în Dacia romană. Prezența lor în aceste părți s-ar datora, potrivit aceluiași istoric, unei mișcări mai vechi de populații, care ar fi migrat de la  S-E spre N-V, adică din  Dacia spre munții Slovaciei și Moraviei.